# Aleksej Michajlovič Remizov
Aleksej Michajlovič Remizov (in russo Алексей Михайлович Ремизов?; Mosca, 24 giugno 1877 – Parigi, 26 novembre 1957) è stato uno scrittore russo.

## Biografia
Dopo aver studiato scienze naturali, filosofia ed economia, ed in seguito paleografia, pubblicò dal 1908 al 1920, più di trenta volumi fra racconti, romanzi, fiabe leggende e rifacimenti.
Con questa sua opera, in modo analogo all'operazione condotta da Andrej Belyj, dal quale tuttavia egli si discosta, Remizov rinnovò alla base il romanzo in quanto genere letterario, lasciando nella letteratura russa un'impronta profonda ancora oggi avvertibile.
Accogliendo infatti l'esperienza del simbolismo e del decadentismo, Remizov la applica alla tradizione narrativa realista; la sua prosa, di andamento spesso lirico, è tutta ricostruita su giustapposizioni, richiami, apparizioni e, fortemente stilizzata, mostra un sapiente impiego della lingua letteraria più raffinata accanto ad espressioni tipiche del gergo e della poesia popolare.
Nel 1926 si trasferì a Parigi dove proseguì fino alla morte un'intensa attività letteraria.

## Opere principali
- Lo stagno  (1907)
- Sorelle in Cristo (1910)
- La quinta peste  (1912)
- Lo zar Massimiliano  (1920)
- La storia di Stratilatov (1922)
- Russia nel vortice  (1927)